# Fox Point 157E
Fox Point 157E är ett reservat i Kanada.   Det ligger i provinsen Saskatchewan, i den centrala delen av landet, 2 300 km väster om huvudstaden Ottawa.
Trakten runt Fox Point 157E är nära nog obefolkad, med mindre än två invånare per kvadratkilometer.